# Trimalaconothrus tonkini
Trimalaconothrus tonkini är en kvalsterart som beskrevs av Malcolm Luxton 1982. Trimalaconothrus tonkini ingår i släktet Trimalaconothrus och familjen Malaconothridae. Inga underarter finns listade i Catalogue of Life.